# Bairdiella sanctaeluciae
Bairdiella sanctaeluciae és una espècie de peix de la família dels esciènids i de l'ordre dels perciformes.

## Morfologia
- Els mascles poden assolir 26 cm de longitud total.[1][2]

## Alimentació
Menja principalment gambes.

## Hàbitat
És un peix marí, de clima subtropical i demersal que viu fins als 35 m de fondària.

## Distribució geogràfica
Es troba a l'oceà Atlàntic occidental: l'est de Florida (els Estats Units), les Antilles i el Carib des de la Badia de Campeche (Mèxic) fins a les Guaianes.

## Ús comercial
Es comercialitza poques vegades com a aliment per al consum humà i principalment és emprat com a esquer.

## Observacions
És inofensiu per als humans.